# جمهورية إفريقيا الوسطى في الألعاب الأولمبية
جمهورية أفريقيا الوسطى في الألعاب الأولمبية تقوم اللجنة الأولمبية الرياضية الوطنية لجمهورية أفريقيا الوسطى بالإشراف في شؤون مشاركة جمهورية أفريقيا الوسطى في الألعاب الأولمبية، شاركت جمهورية أفريقيا الوسطى أول مرة في الألعاب الأولمبية في دورة 1968 في مكسيكو سيتي في المكسيك، لم تفز أفريقيا الوسطى حتى الآن بأي ميدالية أولمبية.